# Толстіков Олександр Якович
Толстіков Олександр Якович (1840, Одоєв, Тульська губернія — 1905, Катеринослав, Російська імперія) — один із найвідоміших міських голів Катеринослава, активний діяч структур місцевого самоврядування.

## Біографія
Народився у м. Одоєв Тульської губернії в родині купця. Закінчив повітове училище. Переїжджає до Катеринослава. Спочатку працює прикажчиком у магазині залізної торгівлі купця М. Алексеєнка.
У 1870 р. відкриває власну торгівлю залізом і стає купцем ІІ-ї гільдії. Починаючи з 1870 р. і протягом 35 років обирався гласним міської Думи, працював у різних комісіях. На посаду міського голови обирався двічі – у 1889 і 1901 рр.
Наполеглива праця зруйнувала його здоров`я: 18 листопада 1905 р. він помер, залишивши по собі добру пам’ять і будинок, який і сьогодні служить нашому місту.

## Діяльність на посаді міського голови
На посаді Міського голови Катеринослава О.Я. Толстіков проводив активну політику розвитку міста в усіх галузях, головним чином у сфері будівництва, інфраструктури та освіти. За його безпосередньої участі здійснені такі заходи:
- розпочалася забудова великого міського району «Нові Плани» за регулярним принципом, після злив 1891 та 1892 рр., на основі виділення ділянок на пільгових умовах (квартали вище вул. Свєтлова по лінії сучасних вул. Січових стрільців – Короленка до вул. Тельмана);

- збудовано будинок Міської Думи Катеринослава – архітектурну окрасу міста за проектом Д.С. Скоробогатова (просп. Д. Яворницького, 47);

- під безпосереднім керівництвом О.Я. Толстікова заснований та створений навчальний заклад – Катеринославське Комерційне училище, та побудований його будинок у 1904-1905 рр. (нині будівля Дніпропетровської обласної ради, просп. Поля, 2);

- збудовано будинок першого реального училища у 1890-1891 рр. (нині 2-й корпус ДНУ, просп. Д. Яворницького, 36);

- упорядковано Міський сад й збудовано у ньому нову будівлю Літнього театру;

- вперше порушено питання про улаштування в місті кінного трамваю у 1890 р.;

- містом була випущена облігаційна позика у 1903 р. на 2 млн. 500 тис. руб. для улаштування водопроводу, другої черги трамваю та ін.[2]

## Вшанування пам'яті
- В Дніпрі існує вулиця Олександра Толстікова.